# Línea N1 (TUC Pamplona)
La línea N1 (Nocturna 1) del Transporte Urbano Comarcal de Pamplona (TUC), es una línea de autobús del Área metropolitana de Pamplona de Navarra (España), que conecta la  Avenida San Ignacio con Zizur Mayor.

## Horarios
A continuación los horarios de salida de los dos puntos de inicio de recorrido de la línea N1.
| Horarios Salidas Avda. San Ignacio (junto Cines Saide Carlos III) | Horarios Salidas Avda. San Ignacio (junto Cines Saide Carlos III) | Horarios Salidas Avda. San Ignacio (junto Cines Saide Carlos III) | Horarios Salidas Avda. San Ignacio (junto Cines Saide Carlos III) |
| ----------------------------------------------------------------- | ----------------------------------------------------------------- | ----------------------------------------------------------------- | ----------------------------------------------------------------- |
| Domingo a Jueves y Festivos                                       | Viernes                                                           | Sábados y víspera de festivos                                     |                                                                   |
| 23:00; 00:00                                                      | 23:00; 00:00; 01:00; 02:00; 03:00; 04:00                          | 23:00; 00:00; 01:00; 02:00; 03:00; 04:00; 05:00; 06:00            |                                                                   |

| Horarios Salidas Urbanización Zizur Mayor, Ronda San Cristóbal (frente nº 120) | Horarios Salidas Urbanización Zizur Mayor, Ronda San Cristóbal (frente nº 120) | Horarios Salidas Urbanización Zizur Mayor, Ronda San Cristóbal (frente nº 120) | Horarios Salidas Urbanización Zizur Mayor, Ronda San Cristóbal (frente nº 120) |
| ------------------------------------------------------------------------------ | ------------------------------------------------------------------------------ | ------------------------------------------------------------------------------ | ------------------------------------------------------------------------------ |
| Domingo a Jueves y Festivos                                                    | Viernes                                                                        | Sábados y víspera de festivos                                                  |                                                                                |
| 22:30; 23:30                                                                   | 22:30; 23:30; 00:30; 01:30; 02:30; 03:30;                                      | 22:30; 23:30; 00:30; 01:30; 02:30; 03:30; 04:30; 05:30                         |                                                                                |

## Paradas
| KBHFa |

| HST |

| HST |

| HST |

| HST |

| HST |

| HST |

| HST |

| HST |

| HST |

| HST |

| HST |

| HST |

| HST |

| HST |

| HST |

| HST |

| HST |

| HST |

| HST |

| HST |

| HST |

| KBHFe |

| KBHFa |

| HST |

| HST |

| HST |

| HST |

| HST |

| HST |

| HST |

| HST |

| HST |

| HST |

| HST |

| HST |

| HST |

| HST |

| HST |

| HST |

| HST |

| HST |

| HST |

| HST |

| HST |

| KBHFe |

| KBHFa |

| HST |

| HST |

| HST |

| HST |

| HST |

| HST |

| HST |

| HST |

| HST |

| HST |

| HST |

| HST |

| HST |

| HST |

| HST |

| HST |

| HST |

| HST |

| HST |

| HST |

| HST |

| KBHFe |

| KBHFa |

| HST |

| HST |

| HST |

| HST |

| HST |

| HST |

| HST |

| HST |

| HST |

| HST |

| HST |

| HST |

| HST |

| HST |

| HST |

| HST |

| HST |

| HST |

| HST |

| HST |

| HST |

| KBHFe |

| KBHFa |

| HST |

| HST |

| HST |

| HST |

| HST |

| HST |

| HST |

| HST |

| HST |

| HST |

| HST |

| HST |

| HST |

| HST |

| HST |

| HST |

| HST |

| HST |

| HST |

| KBHFe |

|  |

|  |

| KBHFa |

| HST |

| HST |

| HST |

| HST |

| HST |

| HST |

| HST |

| HST |

| HST |

| HST |

| HST |

| HST |

| HST |

| HST |

| HST |

| HST |

| HST |

| HST |

| HST |

| KBHFe |

|  |

|  |

| KBHFa |

| HST |

| HST |

| HST |

| HST |

| HST |

| HST |

| HST |

| HST |

| HST |

| HST |

| HST |

| HST |

| HST |

| HST |

| HST |

| HST |

| HST |

| HST |

| HST |

| KBHFe |

|  |

|  |

| KBHFa |

| HST |

| HST |

| HST |

| HST |

| HST |

| HST |

| HST |

| HST |

| HST |

| HST |

| HST |

| HST |

| HST |

| HST |

| HST |

| HST |

| HST |

| HST |

| HST |

| KBHFe |

|  |

|  |